# Begonia festiva
Espèce
Begonia festiva est une espèce de plantes de la famille des Begoniaceae. Ce bégonia est originaire de Thaïlande. L'espèce fait partie de la section Diploclinium. Elle a été décrite en 1930 par William Grant Craib (1882-1933). L'épithète spécifique festiva signifie « festive ».
Cette espèce ne doit pas être confondue avec un bégonia hybride horticole, le cultivar jaune nommé Begonia 'Festiva'. 

## Répartition géographique
Cette espèce est originaire du pays suivant : Thaïlande.